# ∀ガンダム (架空の兵器)
∀ガンダム（ターンエーガンダム、∀ GUNDAM: TURN A GUNDAM）は、テレビアニメ『∀ガンダム』およびその派生作品に登場する架空の有人人型ロボット兵器（モビルスーツ）。

## 概要
『∀ガンダム』の舞台となる「正暦の時代」より遥か以前の世界には、液体燃料を用いない飛行体や光を砲弾のように撃ち出して敵目標を撃破する兵器があった。そんな時代に存在したものの、失われてしまった超技術の集大成が∀ガンダムである。
ヴィシニティにあるアーク山に祀られた神像「ホワイトドール」の中に埋もれていたが、ディアナ・カウンターからの攻撃に呼応して起動し、たまたま居合わせた物語の主人公ロラン・セアックをパイロットとして認証、以降イングレッサ・ミリシャの戦力としてディアナ・カウンターとの戦いに駆り出される。やがて、過去の地球文明を月光蝶（ナノマシンの散布）によって滅ぼした「ターンタイプ」と呼ばれるモビルスーツの一体であることが判明していく。

## デザイン
デザインの原案はインダストリアルデザイナーのシド・ミードによる。クリンナップ・細部デザインは重田敦司、武器デザインは沙倉拓実、コクピット内の一部デザインは石垣純哉が担当した。
ミードは雑誌記事のインタビューに際し、頭部の「ヒゲ」の意匠は歴代ガンダムのアンテナを口部に取り付けたものであり、頭頂部には歴代ガンダムへの敬意としてアンテナの代わりに「V」の字が存在すると語った。コクピットが腰前部に配置されているのは、造形にとって異質な存在であるパイロットの出入りを邪魔しないためのものである。
こうしたシド・ミードの本業である工業デザインの設計思想を取り入れた∀ガンダムはシンプルであるが故のリアルさを備えてはいるが、富野由悠季は「そのために『キャラクター』になりきっていなかったのだろう」と考え、「評価が芳しいものではなかったのは残念だったが、無駄な仕事ではなかった」という趣旨の評価をしている。また、「システム∀」と呼ばれる∀ガンダム専用の支援設備がサンライズの堀口大明神によって描かれたものの、全体像は作中未登場。

## 設定解説

### 名称
正式名称は不明。「ガンダム」という名称は、黒歴史に語られる同名の伝説的存在に似たイメージを持つことから付けられている節が大きい。
形式番号「System-∀99」とは、「システム∀の99プロダクト」という意味。
イングレッサ・ミリシャ内では便宜上の形式番号として「WD-M01」が割り振られている。これは「ホワイトドール・ミリシャ01」という分類である。

### 建造経緯
∀ガンダムは「正暦の時代」より遥か以前の機械文明時代（旧時代）末期、地球人類が太陽系外に存在する勢力の侵攻に備えて立案・建造した機体だとされている。この「太陽系外勢力」は、旧時代以前にも実質的な崩壊を経験した人類が太陽系外に進出後に連絡が途絶して、独自の文明を築き上げるに至ったものだとする説もある。
また、本機はターンXを元に開発された機体だとも、ターンXの兄弟機とも言われるが詳細は不明である。

### 運用思想
大抵の兵器は特化した目的に合致するよう建造され、過度の多機能性を求めた兵器は使い物にならないと歴史が教えているにもかかわらず、∀はこの原則を無視して、徹底した「単機による作戦行動」を前提に設計された。これは「太陽系外勢力」への恐怖心が開発に関する全ての制限を消滅させたからだとされる。
開発に関する全ての制限を受けず建造された∀ガンダムはもはや兵器という概念に収まるメカではなかった。そしてこの出自からターンエーが伝説のモビルスーツ「ガンダム」なのではないかという推測の一因にもなっていた。

### システム∀
本機は「システム∀構想」の実証モデル機で、本来はDOC（デバイス・オペレーション・コントロール）ベースとの連携によって、一つの戦術システムとして機能する。しかし、ヴィシニティの地下に存在していたDOCベースは「正暦の時代」では機能を停止していた。また、DOCベースに収納されていた装備類も、ナノマシンの不調からなのか、ガンダムハンマー（ハイパーハンマー）を残して空気に触れると全て崩れてしまった。

### 駆動方式
∀ガンダムは、スモーと同様にIFBD（I Field Beam Drive＝Iフィールドビーム駆動）と呼ばれる方式で駆動する。これは内部から発生するIフィールドの梁（ビーム）を表面に張り巡らせ、ビームを制御することで機体を動かすというものである。機体表面を取り巻くIフィールド・ビームは不可視のビームの展張である。この駆動方式により動力炉やジェネレーター以外に容積を割かれない分、機体内部の空間自由度が高くなっている。
また、∀ガンダムに使われている油は、「正暦の時代」の地球のものとは異なるらしい。

### 機体各部

#### 頭部
頭部は球体に近い構造をしており、ヒゲ状のパーツは頬を保護するための「チークガード」である。
なお、∀ガンダムは頭部なしで駆動できる。

#### マニピュレーター
従来のモビルスーツと比べ、細かいパーツが多く、パイロットが操作に練達すれば、人間を掴むことも不可能ではない。

#### コクピット
腰にある球状の部分がコクピットになっている。
球状のコクピット内部は全天周モニターだが、半透明状に透過させることが可能で、外から人影が見えることもある。キャノン・イルフートも全周モニターが使われているが、これは宇宙世紀0080年代から0120年代に使われた形式の古いもので、∀ガンダムのものとは別物である。
コクピットを含む腰部装甲は、離脱時には緊急脱出用のフライトユニット（コア・ファイター）となる。
コクピットシートのアタッチメントは、ハーネスの代わりに、パイロットをシートに固定する機能を持っているらしい。初搭乗時に裸だったロランは、このアタッチメントのせいで背中に聖痕が付いてしまった。
複合ディスプレイである「VRメット」も備えているが、ロランの顔が見えなくなってしまうため、作中での使用機会は少なかった。
月面での戦闘にてロランがコア・ファイターで離脱し、∀ガンダム本体がギンガナム艦隊によって鹵獲された際には、代替としてスモーのコクピットが装備された。この状態の∀ガンダムは「改造∀（メリーベル仕様）」と呼称される。効率は落ちるが、この状態でも基本的な操作は可能。また、ジョゼフ・ヨットがグエン・サード・ラインフォードから∀ガンダムを奪回した際も、この状態のままで∀を使用している。

### 機能

#### ナノスキン装甲
∀ガンダムの全身は「ナノスキン装甲」に覆われている。「ナノスキン」とは高度な自己修復能力を持っているナノマシンの装甲で、これにより∀ガンダムは軽い損傷程度なら自動的に修復できる。
頭部が損傷した際には、かさぶた状の物質ができていた。このかさぶたは、生物のものと同様、損傷箇所を保護するカバーの役割を果たす。

#### スラスター・ベーン
∀ガンダムの脚部の裏側は、「スラスター・ベーン」と呼ばれるマイクロエンジン（超小型推進器の集合体）を用いた二次元ノズルの集合体となっている。このマイクロエンジンは出力が安定していて、推力が非常に高い。これにより∀ガンダムは重力下でもある程度飛行が可能となっている。
当初は岩状のもの（ナノスキンのかす、ナノスキンの残骸）が脚部に詰まっていたが、12話においてコレン・ナンダー率いる追撃部隊との戦闘中に吹き飛ばし、隠されていたスラスター機能を復活させ、その噴射で危機を乗り越えた。

#### コア・ファイター
∀ガンダムのコクピットを含む腰部装甲が変形する、緊急脱出用のフライトユニット（小型艇）。パイロットを脱出させるための装置に過ぎないため、戦闘力は与えられていなかったが、45話では急遽ミサイルが取り付けられた。このミサイルは本来の装備ではなく、サイズの合うものを適当に装備しただけである。
大気圏内の飛行時は、翼のエッジと裏面にある無数のマイクロノズルから高圧ジェット噴射を行う。真空中ではIフィールドと地表との間に生ずる擬似的な地面効果で浮揚して、推進を噴射し飛行する。
移動・脱出用の装備ではあるが、長距離の移動は不可能であり、48話ではフラットの背に乗せられて移動する様子が描かれている。
46話でミサイルを搭載して出撃、ズサンを撃破している。この際に飛来した破片を受けても、コクピットに損傷はなかった。

#### マニュアル
「電子手帳」と呼ばれる∀ガンダムのマニュアルで、ページに見える部分は薄膜ディスプレイとなっている。リモートコントローラーとしての機能も備える。ロランがコクピットのシート下から発見した。
敵が接近した際には、このマニュアルにも警告が表示される。

### 武装
∀ガンダムは武装を組み替えることであらゆる局面に対応できる汎用モビルスーツである。ホワイトドール像から出現した際にはビームライフルしか所持していなかったが、後に∀ガンダム用の武器が各地で発見された。他にイーゲルから奪ったミンチドリルを使いこなすなど、様々な武器に対する適応性を持っている。
胸部マルチパーパスサイロ
胸部は「マルチパーパスサイロ」と呼ばれる多目的プラットフォームになっている。ミサイルなどを目的に応じて積み替えることが可能。一番下のハッチは固定武装の「主砲」だったらしい。
IFBDを採用したことで機体内部に空間的余裕が生じたため、このサイロ内蔵システムが実現した。
ビームライフル
∀ガンダムはモビルスーツだけでなく巨大な宇宙戦闘艦とも戦うことを想定しており、そのために高出力光学兵装を有している。
亜光速の高エネルギー体を射出する。原理としては金属粒子を固有振動によって収束させ発射するもので、「共振粒子砲」「リフェーザー砲」と呼ばれるもの。最大出力で発射する際には銃床部分をスライドさせ、内蔵された回転式グリップを使用する。モード変換は機体本体とのデータリンクにより、内蔵デバイスが自動的に判断して実行される。機体の整備不良等でモード変換が行えない場合はエラーコードが発せられ、発砲がキャンセルされる。
ホワイトドール像から出現した際、最初に使用したものはナノマシンによる保護が不完全であったことと経年劣化により、2発撃った後に融解してしまった。
劇中の演出では、大気圏内や水辺で使用しても射程や威力の減退が見られず、光学兵器のような弾速でビームが射出されている。
シールド
マウンテン・サイクルで偶然発掘された武装で、発掘時には土岩状のもの（ナノスキンのかす、ナノスキンの残骸）が付着していた。引き上げ時にコクピット内で「シールド」と表示が出たため、初めて「盾」と認識され、整備後は∀ガンダムの正式装備となる。
曲線的なフォルムが特徴的で、相手の攻撃を受け流すことを主眼に置いている。また、可動範囲はかなり広いらしい。
強力なIフィールドを展開し、強化されたウォドムのビームをも弾く。だが、本機の防御は究極的には月光蝶に依存しているため、シールドそのものの物理的強度はそれほど高いものではない。
ガンダムハンマー（ハイパーハンマー）
質量兵器。DOCベースに残っていた兵装で唯一使用可能だった。原始的ではあるが、エネルギーロスがないため非常に有効。
推進用のロケット・モーターを内蔵しており、Iフィールドを展開して敵機体への駆動系に干渉を行う。
最初に使用したものはウォドムの頭部を破壊する活躍を見せたが、経年劣化によりチェーンが切れてしまった。用途としては局地戦用の武装であった可能性が劇中で語られている。
ビームサーベル
電磁障壁によりプラズマを剣状に固定させた斬撃用兵装。敵をその高熱で焼き切り、この兵器を防ぐ装甲は有り得ないとされる。ビームサーベル本体は、以前のガンダム作品の物よりも小型にデザインされている。
∀ガンダムの肩部装甲後部にある「ビームサーベルラック」に収納されている。ラックは、サーベル本体をマニピュレーターで掴みやすいよう、水平から約45度まで角度を変化させられる。
本来のシステム∀構想では、第7世代ミノフスキー物理理論（7th-GMPT）を応用した非破壊性対モビルスーツ無力化兵器が装備される予定だったが、間に合わなかったため、急遽用意されたという経緯を持つ。そのため、ビームサーベルを収めるラックは急造の感が否めないものとなっている。
発掘状態では、サーベル本体がナノマシンの殻に覆われていた。2本合わせると刀身を伸ばすことができ（45話）、出力調整を行っている様子が見られた（最終話）。他のガンダムシリーズに比べてビームの刃部分が非常に細く描写されているのが特徴だが、物語後半からは他シリーズと同程度の太さになることもあった。
月光蝶
ナノマシンの散布によって文明の産物を全て消滅させる究極のシステム。このシステムを用いて、∀はかつて地上の文明を消し去ったと言われる。
腹部ビームキャノン
胸部マルチパーパスサイロとコクピットの間に取り付けられている兵器。これもマルチパーパスサイロに収納されるユニット構造のため、原則的には換装可能である。物語終盤で∀ガンダムがギンガナム艦隊に鹵獲された際、技術者の解析で使用可能になった。
49話で使用され、ビームを雨のように発射した。実はIフィールドに打ち消されない広範囲拡散ビーム兵器であり、ターンXがプラットホームを犠牲にしてこの攻撃を防いだのはそのためである。
空間転移能力
第43話でバンデットの前でビームサーベルを回転させた後と、第44話でソシエ・ハイムとスエッソン・ステロが戦っている場に登場したシーンで発動したような描写がある。
以下は『SDガンダム GGENERATION SPIRITS』に登場する∀ガンダムの武装である。ゲーム中に別に登場する通常の∀ガンダムとは武装名や演出が異なる。
ディレイションライフル（『WORLD』以降「Iフィールド・メガビームライフル」）
∀ガンダムのビームライフルと同じ形状だが、虹色に輝く巨大な光を放つ。射程範囲も広く、命中値も高い。
メガビーム・フィールドサーベル（『WORLD』以降は「Iフィールド・メガビームサーベル」）
∀ガンダムのビームサーベルと同じ形状だが、より巨大なビーム刃を形成させて敵を斬り裂く。
スプラッシュビームシャワー
胸部マルチパーパスサイロから放つビーム兵器。最大8機の敵を同時に攻撃可能。『WORLD』以降は使用しない。
核弾頭ミサイル
その名の通り胸部マルチパーパスサイロから核ミサイルを放つ。『WORLD』以降は使用しない。

### 呼び名について
劇中、ディアナ・カウンターからは「白ヒゲ」「ヒゲ」、イングレッサ・ミリシャからは「機械人形」「ホワイトドール」と呼称される。「ホワイトドール」という名称は、∀ガンダムがホワイトドールの像から出現したことに由来する。9話でコレン・ナンダーが初めて「ガンダム」と呼び、14話ではロランも「ガンダム」と呼んだ。
「∀ガンダム」という名前は、23話でテテス・ハレ、24話でロランが一度ずつ使ったのみ。アデスカでは同地の神話になぞらえて「白い悪魔」と呼ばれた。43話以降はほとんどのキャラクターが「ターンエー」と呼んだ。
放映当初は「モビルスーツ・∀（ターンエー）」とのみ表記されていた。

## 劇中での活躍
当初はどのような武装があるのかさえ分からない謎だらけの機体であり、またロランの穏和な性格もあって敵を叩きのめすような活躍は少なかった。橋代わりになったり、胸部マルチパーパスサイロに牛を入れて運んだり、手首を回転させ洗濯機のように使うなど、作業機械として扱われていたが、物語が進むにつれて本来の性能が少しずつ明らかになり、驚異的な活躍を見せるようになっていく。
一度、ターンXからの攻撃を受けロランがコア・ファイターで脱出、ギンガナム艦隊に本体が渡りスモーのコクピットを付けて運用された。その際にギンガナム側の技術者によりフルメンテナンスが行われる。その後、紆余曲折を経て奪還され、ターンXとの最終決戦時には両機共に月光蝶を展開、壮絶な死闘を繰り広げた。最終的に両機とも相打ちに終わり、暴走した月光蝶がナノマシンの繭を生成、繭に包まれ眠りにつく。
曽我篤士版のコミカライズでは、大気圏上でのターンXとの戦闘の末、ターンタイプ故の相互干渉で機能不全に陥ったまま、大気圏に突入するが、まるで意思があるがの如くコアファイターを離脱させた後、大気による空力加熱に耐えられず、その際の摩擦熱でターンXと共に燃え尽きる。
福井晴敏版のノベライズ『月に繭 地には果実』では、月面砲カイラス・ギリの2射目を受け止めた後、黄金に輝くナノマシンを地球に撒き散らしながらコア・ファイターを除いて崩壊。このナノマシンがカイラス・ギリによって壊滅的被害を受けた地球の環境を回復させた。
曽我篤士の漫画版・福井晴敏の小説版いずれも∀ガンダムが腕や脚など機体の末端部分を戦闘で喪失するシーンがあるが、アニメ本編では頭部を取り外したりヒゲを折られる場面を除き、そこまでの破壊描写はない。
BD-BOX「U.C.ガンダムBlu-rayライブラリーズ」の映像特典『機動戦士ガンダム 光る命 Chronicle U.C.』において、胸に赤い十字の意匠がある真っ白な∀ガンダムが月光蝶を発動し宇宙世紀の文明を消し去る様子が映像化された。

### 小説・漫画での設定
太陽系外からの侵略者との戦闘を想定していたが実際には起こらず、のちのムーンレィスのルーツであるとされる人々の中から先祖返りを起こし地球圏への帰還を試みた一団を阻む程度に終わったという。漫画『月の風』冒頭には黒歴史時代の∀がワンカット描かれており、右肩のサーベルラックには通常のビームサーベルとは異なる詳細不明の装置が取り付けられている。
『月に繭 地には果実』では、「月光蝶を前面に放射し人類史上最強のコロニーレーザーすら防ぐバリアーを形成」「機体の核＝コア・ファイターが残っていれば、（百年単位の時間経過が必要らしいが）周囲のナノマシンを素材として機体の再構成・再生が可能」「空間転移」などの機能も見せた。これは、小説版を初めとした他メディア展開の際に、要素を膨らませることを可能とする余地として用意された設定であり、さらに本編での戦闘規模が巨大化する可能性も視野に入れて、材料として莫大にされていたものである。

### ゲームへの客演
- SDガンダム GGENERATIONシリーズ - 『ZERO』以降ほぼ全作に登場している。『SPIRITS』と『GENESIS』には実質的な最終ボスとしてゲスト出演。全シナリオをクリアすると出現する最終シナリオ「世界が眠る日」で、文明を葬り去ろうとする者として、プレイヤーの前に立ちはだかる。また、携帯機シリーズでは原作とは逆に「ギンガナムに隠された、ムーンレィスの守護神として祖先たちが建造し封印されていたものを偶然、ロランが発見する」という展開となっている。『WORLD』及び『OVER WORLD』ではベーシック版、能力未解放版、能力解放版、『SPIRITS』及び『GENESIS』の黒歴史版が登場している。
- スーパーロボット大戦α外伝 - アムロやカミーユら宇宙世紀シリーズのガンダムパイロットを乗せることが可能。ロラン以外のパイロットによる専用台詞も収録されている。
- SDガンダム スカッドハンマーズ - サイド3より発掘されたモビルスーツとして、アムロが搭乗する。ビームサーベルや月光蝶は搭載されていない様子だが、ナノマシンは搭載している。
- 機動戦士ガンダム ガンダムVS.ガンダム - メイン射撃はガンダムハンマーとなっており、しかも両手に装備しているという仕様になっている。ミスルトゥ破壊時の核弾頭投擲がチャージショット扱いで使えるが、1体につき1回しか使えない（破壊されて再登場するまで使用できない）。
- 機動戦士ガンダム ガンダムVS.ガンダムNEXT - 前作と同じ仕様だが、体力が200以下になると、月光蝶を発動する。発動後は攻撃力が倍となり、形勢を逆転することもできる。
- ガンダム無双 - 『ガンダム無双』では∀ガンダムのみゲスト出演したが、『ガンダム無双2』ではターンXも登場している。なお、ゲーム上では月光蝶よりも核弾頭投擲の方が威力が高く設定されている。
- Another Century's Episode3 - 空間転移や核弾頭投擲、さらに月光蝶まであますところなく本機の武装バリエーションを搭載している。高火力機でかつナノマシンを搭載しており格闘もハンマーも全てにおいて高い水準の機体である。
- スーパーロボット大戦Zシリーズ - 『α外伝』同様、宇宙世紀シリーズのガンダムパイロットを乗せることが可能。専用台詞も『α外伝』以上に多数収録されている。
- 機動戦士ガンダム EXTREME VS.[33]、機動戦士ガンダム EXTREME VS. FULL BOOST [34]、機動戦士ガンダム EXTREME VS.-FORCE [35]

## バリエーション
- ∀ガンダムに酷似したモビルスーツ
『機動戦士ガンダム 光る命 Chronicle U.C.』に登場。
胸に赤い十字の意匠がある、全身真っ白な∀ガンダム。本来の∀ガンダムとの関係は不明。
- テストベッド∀
電撃ホビーマガジン誌記事『Before ∀黒歴史に埋没したモビルスーツたち』に掲載された。
∀ガンダム試作　性能実証テストベッド機とも呼ばれる試作実験機。完成機とは異なる胸部構造と、ターンXに似た頭部を持ち、やはりコクピットは頭部にある。デザインと設定は『∀ガンダム』本編に携わった森田繁と高倉武史が担当しているが、「これらの設定は模型を楽しむためのものであり、正式な“黒歴史”のものではないのでご了承ください」との但し書きが添えられ、模型誌独自の非公式なものとして扱われている[36]。

- 量産試作機
テストベッド∀に次ぐ形で一部機構を排して建造されたらしい機体。文字設定上のみで語られる詳細不明の存在。

- System-∀99 ∀ガンダム フル装備型
- 量産型∀ガンダム
漫画『月の風』の冒頭に登場した。のちにグエンが製造を画策した地球製の量産型∀との関連性は不明である。
- スモーガンダム
∀ガンダムのデザイン準備作業でシド・ミードが描き上げた初期段階のもので、Mバージョンと呼称されていた。スモーをガンダム顔にしたようなデザインで、名前の通り日本の力士に似た体型。さらにここから∀ガンダムの決定稿デザインへと発展するが、この段階のものをクリンナップしてスモーが登場した。
電撃ホビーマガジン誌上で立体化された際は、ガンダム定番のトリコロールで塗装された[37]。
- System-∀99 ∀ガンダム（『GGENERATION SPIRITS』『GGENERATION GENESIS』版）
源繭を撃破した時に中から出現する謎の機体という設定。System-∀99が本機を制御しており、従来の宇宙世紀の機体とは桁外れの性能を持っている。通常の∀ガンダムと違うのはツインアイが赤く、機体が常に紫色に発光している点。空間転移やハイパーナノスキン装甲、そして月光蝶などの未知の技術を持ったこの機体が何のために開発されたのかは不明だが、唯一確かなのは、その驚異的な性能を持って地球上の全てのものを滅ぼそうとしている点のみである。
『WORLD』以降にも「∀ガンダム（黒歴史）」という名称で登場しているが、武装は少なくなり性能も若干低下している。また、他の機体に開発したり設計に利用することは一切できない。『WORLD』でのモビルスーツ図鑑の記述によれば、この機体が正暦2343年に発見される「∀ガンダム」と同じ機体であるかどうかはわからないとのこと。
『SDガンダム バトルアライアンス』のDLCステージ「月の禍つ神」にて一定条件を満たすと出現する。
- 大繭
『SDガンダム GGENERATION SPIRITS』と『SDガンダム GGENERATION GENESIS』の最終ステージ「世界が眠る日」に登場。頂点に∀の頭部のようなものが付いた、繭のようなもの。抵抗する全てを「壌」へと帰し、地球へと歩みを進める、謎の発光物体。System-∀によって制御が行われている。
- 中繭
『SDガンダム GGENERATION GENESIS』では大繭を撃破すると出現する謎の存在。
- 源繭
『SDガンダム GGENERATION SPIRITS』では大繭、『SDガンダム GGENERATION GENESIS』では中繭を撃破すると出現する謎の存在。桁外れの防御力を持っており生半可な攻撃ではほとんどダメージを与えられない。MAP兵器使用時に、∀のシルエットが出現する。
- 小繭
大繭・中繭・源繭が生み出す、小型の繭状の物体。『SDガンダム GGENERATION SPIRITS』では破壊しても本体が倒れない限り無限に生産される。『SDガンダム GGENERATION GENESIS』では撃破すると中にいた既存作品のMSが出現する。

## 関連商品
ガンプラ
- 1/144 ∀ガンダム（1999年、バンダイ）
- 1/100 ∀ガンダム（1999年、バンダイ）
- MG 1/100 ∀ガンダム（2007年8月10日、バンダイ）
- HGCC 1/144 ∀ガンダム（2014年4月12日、バンダイ）

その他
- MS IN ACTION!! ∀ガンダム（1999年、バンダイ）
- 可動戦士 NEWマテリアルモデル ∀ガンダム（1999年、バンダイ）
- ROBOT魂<SIDE MS> ∀ガンダム（2009年10月17日、バンダイ）
  - 塗装を変更した「ナノスキンフィニッシュVer.」も発売された。

- MSセレクション11 ∀ガンダム
  - ロラン・セアック、キエル・ハイム、ソシエ・ハイム、フラット、ウォドムとセットのガシャポンフィギュア。